# České rekordy ve vzpírání
Na této stránce se nachází přehled českých rekordů ve vzpírání. Český svaz vzpírání (ČSV) eviduje kromě seniorských rekordů také juniorské rekordy (do 20 let), mládežnické rekordy (do 17 let), rekordy starších i mladších žáků a rekordy kategorií masters. Rekordy jsou vedeny v trhu, nadhozu a olympijském dvojboji (s výjimkou mladších žáků, kteří soutěží ve čtyřboji).

## Seniorské české rekordy (2019–)
Od roku 2019 jsou v souladu s pravidly Mezinárodní vzpěračské federace vyhlášeny nové hmotnostní kategorie. V přechodném období od 1. ledna do 30. dubna 2019 neexistovaly oficiální české seniorské rekordy. Ty byly vyhlášeny k 1. květnu 2019, na základě nejlepších výkonů dosažených od začátku roku 2019.

### Muži
| Kategorie  | Disciplína | Výkon  | Držitel         | Datum stanovení   | Místo stanovení              |
| ---------- | ---------- | ------ | --------------- | ----------------- | ---------------------------- |
| Do 55 kg   | Trh        | 103 kg | František Polák | 25. září 2021     | Rovaniemi, Finsko            |
| Do 55 kg   | Nadhoz     | 127 kg | František Polák | 9. duben 2021     | Moskva, Rusko                |
| Do 55 kg   | Dvojboj    | 224 kg | František Polák | 9. duben 2021     | Moskva, Rusko                |
| Do 61 kg   | Trh        | 112 kg | František Polák | 11. září 2021     | Praha                        |
| Do 61 kg   | Nadhoz     | 136 kg | František Polák | 19. červen 2021   | Havířov                      |
| Do 61 kg   | Dvojboj    | 247 kg | František Polák | 24. červenec 2021 | Holešov                      |
| Do 67 kg   | Trh        | 133 kg | Petr Petrov     | 9. prosinec 2022  | Bogotá, Kolumbie             |
| Do 67 kg   | Nadhoz     | 165 kg | Petr Petrov     | 9. duben 2021     | Moskva, Rusko                |
| Do 67 kg   | Dvojboj    | 298 kg | Petr Petrov     | 17. duben 2023    | Jerevan, Arménie             |
| Do 73 kg   | Trh        | 135 kg | Petr Petrov     | 7. červen 2019    | Coventry, Spojené království |
| Do 73 kg   | Nadhoz     | 171 kg | Petr Petrov     | 8. duben 2019     | Batumi, Gruzie               |
| Do 73 kg   | Dvojboj    | 304 kg | Petr Petrov     | 8. duben 2019     | Batumi, Gruzie               |
| Do 81 kg   | Trh        | 151 kg | Petr Mareček    | 21. prosinec 2019 | Boskovice                    |
| Do 81 kg   | Nadhoz     | 182 kg | Petr Mareček    | 30. září 2023     | Holešov                      |
| Do 81 kg   | Dvojboj    | 330 kg | Petr Mareček    | 11. září 2023     | Rijád, Saúdská Arábie        |
| Do 89 kg   | Trh        | 153 kg | Petr Mareček    | 23. duben 2022    | Hlohovec, Slovensko          |
| Do 89 kg   | Nadhoz     | 183 kg | Petr Mareček    | 14. květen 2022   | Holešov                      |
| Do 89 kg   | Dvojboj    | 335 kg | Petr Mareček    | 14. květen 2022   | Holešov                      |
| Do 96 kg   | Trh        | 147 kg | Josef Kolář     | 3. říjen 2020     | Praha                        |
| Do 96 kg   | Nadhoz     | 187 kg | Josef Kolář     | 3. říjen 2020     | Praha                        |
| Do 96 kg   | Dvojboj    | 334 kg | Josef Kolář     | 3. říjen 2020     | Praha                        |
| Do 102 kg  | Trh        | 157 kg | Josef Kolář     | 14. říjen 2023    | Bohumín                      |
| Do 102 kg  | Nadhoz     | 190 kg | Josef Kolář     | 13. prosinec 2022 | Bogotá, Kolumbie             |
| Do 102 kg  | Dvojboj    | 346 kg | Josef Kolář     | 13. prosinec 2022 | Bogotá, Kolumbie             |
| Do 109 kg  | Trh        | 161 kg | Josef Kolář     | 16. září 2023     | Rijád, Saúdská Arábie        |
| Do 109 kg  | Nadhoz     | 195 kg | Josef Kolář     | 30. září 2023     | Holešov                      |
| Do 109 kg  | Dvojboj    | 348 kg | Josef Kolář     | 22. duben 2023    | Jerevan, Arménie             |
| Nad 109 kg | Trh        | 184 kg | Kamil Kučera    | 5. duben 2022     | Tirana, Albánie              |
| Nad 109 kg | Nadhoz     | 241 kg | Jiří Orság      | 1. březen 2020    | Cospicua, Malta              |
| Nad 109 kg | Dvojboj    | 418 kg | Kamil Kučera    | 12. duben 2019    | Batumi, Gruzie               |

### Ženy
| Kategorie | Disciplína | Výkon  | Držitelka            | Datum stanovení   | Místo stanovení              |
| --------- | ---------- | ------ | -------------------- | ----------------- | ---------------------------- |
| Do 45 kg  | Trh        | 35 kg  | Lucie Bariová        | 25. květen 2019   | Sokolov                      |
| Do 45 kg  | Nadhoz     | 50 kg  | Lucie Bariová        | 25. květen 2019   | Sokolov                      |
| Do 45 kg  | Dvojboj    | 85 kg  | Lucie Bariová        | 25. květen 2019   | Sokolov                      |
| Do 49 kg  | Trh        | 61 kg  | Alena Sýkorová       | 13. listopad 2022 | Praha                        |
| Do 49 kg  | Nadhoz     | 75 kg  | Dorota Dziková       | 6. červenec 2019  | Olomouc                      |
| Do 49 kg  | Dvojboj    | 133 kg | Alena Sýkorová       | 25. červen 2022   | Holešov                      |
| Do 55 kg  | Trh        | 71 kg  | Veronika Handlová    | 13. listopad 2022 | Třinec                       |
| Do 55 kg  | Nadhoz     | 87 kg  | Radka Klabalová      | 1. říjen 2023     | Holešov                      |
| Do 55 kg  | Dvojboj    | 154 kg | Vendula Šafratová    | 22. únor 2020     | Třinec                       |
| Do 59 kg  | Trh        | 83 kg  | Patricie Ježková     | 5. březen 2023    | Havířov                      |
| Do 59 kg  | Nadhoz     | 97 kg  | Patricie Ježková     | 17. duben 2023    | Jerevan, Arménie             |
| Do 59 kg  | Dvojboj    | 177 kg | Patricie Ježková     | 17. duben 2023    | Jerevan, Arménie             |
| Do 64 kg  | Trh        | 85 kg  | Simona Hertlová      | 27. červen 2021   | Brno                         |
| Do 64 kg  | Nadhoz     | 105 kg | Patricie Ježková     | 4. listopadu 2023 | Německo, Grünstadt           |
| Do 64 kg  | Dvojboj    | 185 kg | Patricie Ježková     | 14. květen 2023   | Brno                         |
| Do 71 kg  | Trh        | 91 kg  | Patricie Ježková     | 1. říjen 2023     | Holešov                      |
| Do 71 kg  | Nadhoz     | 110 kg | Patricie Ježková     | 15. říjen 2023    | Bohumín                      |
| Do 71 kg  | Dvojboj    | 200 kg | Patricie Ježková     | 1. říjen 2023     | Holešov                      |
| Do 76 kg  | Trh        | 89 kg  | Simona Hertlová      | 9. červen 2019    | Coventry, Spojené království |
| Do 76 kg  | Nadhoz     | 114 kg | Michaela Skleničková | 25. duben 2021    | Havířov                      |
| Do 76 kg  | Dvojboj    | 203 kg | Michaela Skleničková | 25. duben 2021    | Havířov                      |
| Do 81 kg  | Trh        | 87 kg  | Simona Jeřábková     | 30. září 2021     | Rovaniemi, Finsko            |
| Do 81 kg  | Nadhoz     | 112 kg | Michaela Skleničková | 9. duben 2021     | Moskva, Rusko                |
| Do 81 kg  | Dvojboj    | 198 kg | Michaela Skleničková | 9. duben 2021     | Moskva, Rusko                |
| Do 87 kg  | Trh        | 88 kg  | Eliška Šmigová       | 22. duben 2023    | Jerevan, Arménie             |
| Do 87 kg  | Nadhoz     | 110 kg | Michaela Skleničková | 17. listopad 2019 | Gaziantep, Turecko           |
| Do 87 kg  | Dvojboj    | 195 kg | Eliška Šmigová       | 22. duben 2023    | Jerevan, Arménie             |
| Nad 87 kg | Trh        | 91 kg  | Tereza Králová       | 23. duben 2023    | Jerevan, Arménie             |
| Nad 87 kg | Nadhoz     | 117 kg | Tereza Králová       | 5. červen 2022    | Tirana, Albánie              |
| Nad 87 kg | Dvojboj    | 202 kg | Tereza Králová       | 16. září 2023     | Rijád, Saúdská Arábie        |

## Seniorské české rekordy (1998–2018)
Níže jsou všechny platné české seniorské rekordy stanovené mezi lety 1998–2018. V roce 1998 v důsledku zařazení ženského vzpírání na Letní olympijské hry došlo ke zúžení soutěží na 15 hmotnostních kategorií (resp. 16 kategorií mezi roky 2017–2018). Obdobně jako u světových rekordů je i pro stanovení nového českého rekordu od roku 2005, kdy bylo zavedeno „kilové pravidlo“, třeba překonat původní hodnotu rekordu o celý jeden kilogram (do té doby stačilo v dílčích disciplínách překonat rekord o 0,5 kg a v olympijském dvojboji bylo třeba rekord překonat o 2,5 kg). V souvislosti s tím byly všechny platné rekordy, které měly hodnotu …,5 kg, bez výjimek poníženy na nižší celé číslo. Ke konci roku 2018 byly nejlepší výkony zamraženy.

### Muži
| Kategorie  | Disciplína | Výkon  | Držitel           | Datum stanovení   | Místo stanovení         |
| ---------- | ---------- | ------ | ----------------- | ----------------- | ----------------------- |
| Do 56 kg   | Trh        | 104 kg | František Polák   | 7. říjen 2018     | Buenos Aires, Argentina |
| Do 56 kg   | Nadhoz     | 130 kg | Petr Slabý        | 8. říjen 2003     | Valencie, Španělsko     |
| Do 56 kg   | Dvojboj    | 233 kg | František Polák   | 7. říjen 2018     | Buenos Aires, Argentina |
| Do 62 kg   | Trh        | 117 kg | Petr Stanislav    | 24. říjen 1999    | Teplice                 |
| Do 62 kg   | Nadhoz     | 150 kg | Petr Stanislav    | 24. říjen 1999    | Teplice                 |
| Do 62 kg   | Dvojboj    | 267 kg | Petr Stanislav    | 24. říjen 1999    | Teplice                 |
| Do 69 kg   | Trh        | 137 kg | Petr Petrov       | 28. březen 2018   | Bukurešť, Rumunsko      |
| Do 69 kg   | Nadhoz     | 169 kg | Petr Petrov       | 4. duben 2017     | Split, Chorvatsko       |
| Do 69 kg   | Dvojboj    | 305 kg | Petr Petrov       | 4. duben 2017     | Split, Chorvatsko       |
| Do 77 kg   | Trh        | 151 kg | Zbyněk Vacura     | 15. březen 2003   | Bohumín                 |
| Do 77 kg   | Nadhoz     | 175 kg | Zbyněk Vacura     | 24. duben 2000    | Sofie, Bulharsko        |
| Do 77 kg   | Dvojboj    | 325 kg | Zbyněk Vacura     | 24. duben 2000    | Sofie, Bulharsko        |
| Do 85 kg   | Trh        | 160 kg | Zbyněk Vacura     | 6. březen 2004    | Třinec                  |
| Do 85 kg   | Nadhoz     | 190 kg | Zbyněk Vacura     | 6. březen 2004    | Třinec                  |
| Do 85 kg   | Dvojboj    | 350 kg | Zbyněk Vacura     | 6. březen 2004    | Třinec                  |
| Do 94 kg   | Trh        | 166 kg | Tomáš Matykiewicz | 22. říjen 2011    | Havířov                 |
| Do 94 kg   | Nadhoz     | 200 kg | Jiří Mandát       | 2. březen 2002    | Bohumín                 |
| Do 94 kg   | Dvojboj    | 361 kg | Tomáš Matykiewicz | 22. říjen 2011    | Havířov                 |
| Do 105 kg  | Trh        | 180 kg | Tomáš Matykiewicz | 13. říjen 2012    | Sokolov                 |
| Do 105 kg  | Nadhoz     | 220 kg | Tomáš Matykiewicz | 8. květen 2004    | Havířov                 |
| Do 105 kg  | Dvojboj    | 392 kg | Tomáš Matykiewicz | 20. listopad 2003 | Vancouver, Kanada       |
| Nad 105 kg | Trh        | 200 kg | Petr Sobotka      | 19. březen 2005   | Bohumín                 |
| Nad 105 kg | Nadhoz     | 245 kg | Jiří Orság        | 11. listopad 2017 | Praha                   |
| Nad 105 kg | Dvojboj    | 435 kg | Jiří Orság        | 11. listopad 2017 | Praha                   |

### Ženy
| Kategorie                       | Disciplína | Výkon  | Držitelka          | Datum stanovení  | Místo stanovení     |
| ------------------------------- | ---------- | ------ | ------------------ | ---------------- | ------------------- |
| Do 48 kg                        | Trh        | 62 kg  | Veronika Věžníková | 10. duben 2016   | Førde, Norsko       |
| Do 48 kg                        | Nadhoz     | 73 kg  | Veronika Věžníková | 10. duben 2016   | Førde, Norsko       |
| Do 48 kg                        | Dvojboj    | 135 kg | Veronika Věžníková | 10. duben 2016   | Førde, Norsko       |
| Do 53 kg                        | Trh        | 67 kg  | Veronika Věžníková | 1. listopad 2015 | Praha               |
| Do 53 kg                        | Nadhoz     | 78 kg  | Veronika Věžníková | 1. listopad 2015 | Praha               |
| Do 53 kg                        | Dvojboj    | 145 kg | Veronika Věžníková | 1. listopad 2015 | Praha               |
| Do 58 kg                        | Trh        | 77 kg  | Marie Korčianová   | 24. říjen 2000   | Sofie, Bulharsko    |
| Do 58 kg                        | Nadhoz     | 100 kg | Marie Korčianová   | 24. říjen 2000   | Sofie, Bulharsko    |
| Do 58 kg                        | Dvojboj    | 177 kg | Marie Korčianová   | 24. říjen 2000   | Sofie, Bulharsko    |
| Do 63 kg                        | Trh        | 95 kg  | Lenka Orságová     | 16. duben 2005   | Sofie, Bulharsko    |
| Do 63 kg                        | Nadhoz     | 117 kg | Lenka Orságová     | 16. duben 2005   | Sofie, Bulharsko    |
| Do 63 kg                        | Dvojboj    | 212 kg | Lenka Orságová     | 16. duben 2005   | Sofie, Bulharsko    |
| Do 69 kg                        | Trh        | 93 kg  | Lenka Orságová     | 15. říjen 2005   | Ostrava             |
| Do 69 kg                        | Nadhoz     | 116 kg | Lenka Orságová     | 15. říjen 2005   | Ostrava             |
| Do 69 kg                        | Dvojboj    | 209 kg | Lenka Orságová     | 15. říjen 2005   | Ostrava             |
| Do 75 kg                        | Trh        | 102 kg | Radomíra Ševčíková | 17. duben 1999   | A Coruña, Španělsko |
| Do 75 kg                        | Nadhoz     | 127 kg | Radomíra Ševčíková | 17. duben 1999   | A Coruña, Španělsko |
| Do 75 kg                        | Dvojboj    | 230 kg | Radomíra Ševčíková | 17. duben 1999   | A Coruña, Španělsko |
| Do 90 kg (do r. 2016 nad 75 kg) | Trh        | 102 kg | Radomíra Ševčíková | 9. listopad 2002 | Ostrava             |
| Do 90 kg (do r. 2016 nad 75 kg) | Nadhoz     | 133 kg | Radomíra Ševčíková | 23. únor 2002    | Bohumín             |
| Do 90 kg (do r. 2016 nad 75 kg) | Dvojboj    | 232 kg | Radomíra Ševčíková | 20. říjen 2001   | Bohumín             |
| Nad 90 kg                       | Trh        | 80 kg  | Tereza Králová     | 7. duben 2017    | Split, Chorvatsko   |
| Nad 90 kg                       | Nadhoz     | 96 kg  | Lenka Ledvinová    | 9. květen 2010   | Praha               |
| Nad 90 kg                       | Dvojboj    | 172 kg | Tereza Králová     | 7. duben 2017    | Split, Chorvatsko   |

## Seniorské české rekordy (1993–1997)
Níže jsou všechny platné české seniorské rekordy stanovené mezi lety 1993–1997. S platností od roku 1993 došlo k první celkové reformě struktury hmotnostních kategorií.
Před založením České republiky byly evidovány československé rekordy.

### Muži
| Kategorie  | Disciplína | Výkon    | Držitel        | Datum stanovení   | Místo stanovení      |
| ---------- | ---------- | -------- | -------------- | ----------------- | -------------------- |
| Do 54 kg   | Trh        | 102,5 kg | Pavel Kudrna   | 4. květen 1994    | Sokolov              |
| Do 54 kg   | Nadhoz     | 127,5 kg | Pavel Kudrna   | 4. květen 1994    | Sokolov              |
| Do 54 kg   | Dvojboj    | 230 kg   | Pavel Kudrna   | 4. květen 1994    | Sokolov              |
| Do 59 kg   | Trh        | 112,5 kg | Petr Stanislav | 21. červenec 1996 | Atlanta, USA         |
| Do 59 kg   | Nadhoz     | 142,5 kg | Petr Stanislav | 21. červenec 1996 | Atlanta, USA         |
| Do 59 kg   | Dvojboj    | 255 kg   | Petr Stanislav | 21. červenec 1996 | Atlanta, USA         |
| Do 64 kg   | Trh        | 125 kg   | Martin Takáč   | 11. červen 1995   | Beerševa, Izrael     |
| Do 64 kg   | Nadhoz     | 150 kg   | Petr Stanislav | 16. listopad 1996 | Atlanta, USA         |
| Do 64 kg   | Dvojboj    | 270 kg   | Martin Takáč   | 11. červen 1995   | Beerševa, Izrael     |
| Do 70 kg   | Trh        | 132,5 kg | Petr Hrubý     | 30. květen 1997   | Kapské Město, JAR    |
| Do 70 kg   | Nadhoz     | 157,5 kg | Petr Hrubý     | 30. květen 1997   | Kapské Město, JAR    |
| Do 70 kg   | Dvojboj    | 290 kg   | Petr Hrubý     | 30. květen 1997   | Kapské Město, JAR    |
| Do 76 kg   | Trh        | 132,5 kg | Petr Hrubý     | 26. duben 1997    | Teplice              |
| Do 76 kg   | Nadhoz     | 158 kg   | Zbyněk Vacura  | 15. listopad 1997 | Sokolov              |
| Do 76 kg   | Dvojboj    | 287,5 kg | Petr Hrubý     | 26. duben 1997    | Teplice              |
| Do 83 kg   | Trh        | 147,5 kg | Daniel Bango   | 23. květen 1997   | Rijeka, Chorvatsko   |
| Do 83 kg   | Nadhoz     | 185 kg   | Daniel Bango   | 3. červen 1995    | Praha                |
| Do 83 kg   | Dvojboj    | 330 kg   | Daniel Bango   | 12. duben 1996    | Stavanger, Norsko    |
| Do 91 kg   | Trh        | 160 kg   | Roman Polom    | 26. březen 1994   | Teplice              |
| Do 91 kg   | Nadhoz     | 193 kg   | Miloš Kopecký  | 7. červen 1995    | Bohumín              |
| Do 91 kg   | Dvojboj    | 361 kg   | Roman Polom    | 6. květen 1995    | Varšava, Polsko      |
| Do 99 kg   | Trh        | 170 kg   | Petr Krol      | 7. květen 1994    | Sokolov              |
| Do 99 kg   | Nadhoz     | 200 kg   | Petr Krol      | 7. květen 1994    | Sokolov              |
| Do 99 kg   | Dvojboj    | 370 kg   | Petr Krol      | 7. květen 1994    | Sokolov              |
| Do 108 kg  | Trh        | 175 kg   | Petr Krol      | 26. březen 1994   | Teplice              |
| Do 108 kg  | Nadhoz     | 201 kg   | Petr Krol      | 29. říjen 1994    | Havířov              |
| Do 108 kg  | Dvojboj    | 375 kg   | Petr Krol      | 26. březen 1994   | Teplice              |
| Nad 108 kg | Trh        | 178 kg   | Petr Sobotka   | 15. červen 1995   | Beerševa, Izrael     |
| Nad 108 kg | Nadhoz     | 222,5 kg | Jiří Zubrický  | 21. listopad 1993 | Melbourne, Austrálie |
| Nad 108 kg | Dvojboj    | 392,5 kg | Jiří Zubrický  | 21. listopad 1993 | Melbourne, Austrálie |

### Ženy
| Kategorie | Disciplína | Výkon    | Držitelka          | Datum stanovení   | Místo stanovení      |
| --------- | ---------- | -------- | ------------------ | ----------------- | -------------------- |
| Do 46 kg  | Trh        | 45 kg    | Ester Cichá        | 5. listopad 1996  | Praha                |
| Do 46 kg  | Nadhoz     | 60 kg    | Ester Cichá        | 5. listopad 1996  | Praha                |
| Do 46 kg  | Dvojboj    | 105 kg   | Ester Cichá        | 5. listopad 1996  | Praha                |
| Do 50 kg  | Trh        | 52,5 kg  | Lenka Hanusová     | 26. srpen 1994    | Lublaň, Slovinsko    |
| Do 50 kg  | Nadhoz     | 70 kg    | Ester Cichá        | 29. listopad 1997 | Ostrava              |
| Do 50 kg  | Dvojboj    | 120 kg   | Lenka Hanusová     | 26. srpen 1994    | Lublaň, Slovinsko    |
| Do 54 kg  | Trh        | 65 kg    | Marie Korčianová   | 6. říjen 1994     | Řím, Itálie          |
| Do 54 kg  | Nadhoz     | 77,5 kg  | Marie Korčianová   | 6. říjen 1994     | Řím, Itálie          |
| Do 54 kg  | Dvojboj    | 142,5 kg | Marie Korčianová   | 6. říjen 1994     | Řím, Itálie          |
| Do 59 kg  | Trh        | 77,5 kg  | Marie Korčianová   | 6. květen 1996    | Varšava, Polsko      |
| Do 59 kg  | Nadhoz     | 95 kg    | Marie Korčianová   | 20. listopad 1995 | Kanton, ČLR          |
| Do 59 kg  | Dvojboj    | 170 kg   | Marie Korčianová   | 6. květen 1996    | Varšava, Polsko      |
| Do 64 kg  | Trh        | 82,5 kg  | Marie Korčianová   | 7. prosinec 1996  | Ostrava              |
| Do 64 kg  | Nadhoz     | 105 kg   | Marie Korčianová   | 7. prosinec 1996  | Ostrava              |
| Do 64 kg  | Dvojboj    | 187,5 kg | Marie Korčianová   | 7. prosinec 1996  | Ostrava              |
| Do 70 kg  | Trh        | 85,5 kg  | Radomíra Ševčíková | 2. prosinec 1995  | Praha                |
| Do 70 kg  | Nadhoz     | 110,5 kg | Radomíra Ševčíková | 2. prosinec 1995  | Praha                |
| Do 70 kg  | Dvojboj    | 195 kg   | Radomíra Ševčíková | 22. listopad 1995 | Kanton, ČLR          |
| Do 76 kg  | Trh        | 92,5 kg  | Radomíra Ševčíková | 21. září 1996     | Sokolov              |
| Do 76 kg  | Nadhoz     | 116 kg   | Radomíra Ševčíková | 21. září 1996     | Sokolov              |
| Do 76 kg  | Dvojboj    | 207,5 kg | Radomíra Ševčíková | 21. září 1996     | Sokolov              |
| Do 83 kg  | Trh        | 95 kg    | Radomíra Ševčíková | 3. květen 1997    | Nový Hrozenkov       |
| Do 83 kg  | Nadhoz     | 125 kg   | Radomíra Ševčíková | 7. prosinec 1996  | Ostrava              |
| Do 83 kg  | Dvojboj    | 217,5 kg | Radomíra Ševčíková | 7. prosinec 1996  | Ostrava              |
| Nad 83 kg | Trh        | 85 kg    | Soňa Vašíčková     | 20. listopad 1993 | Melbourne, Austrálie |
| Nad 83 kg | Nadhoz     | 108 kg   | Soňa Vašíčková     | 11. červen 1993   | Mödling, Rakousko    |
| Nad 83 kg | Dvojboj    | 192,5 kg | Soňa Vašíčková     | 20. listopad 1993 | Melbourne, Austrálie |